# Pterotyphis eos
Pterotyphis eos es una especie de molusco gasterópodo de la familia Muricidae.

## Subespecies
- Pterotyphis eos paupereques (Arthur William Baden Powell

## Distribución geográfica
Se encuentra  en Nueva Zelanda.